# Djupgölen, Östergötland
Djupgölen är en sjö i Linköpings kommun i Östergötland och ingår i Motala ströms huvudavrinningsområde. Sjöns area är 0,026 kvadratkilometer och den är belägen 120 meter över havet.